# Понте Сан Квирино (Удине)
Понте Сан Квирино је насеље у Италији у округу Удине, региону Фурланија-Јулијска крајина.
Према процени из 2011. у насељу је живело 28 становника. Насеље се налази на надморској висини од 148 м.